# Dolmen von Abialzos
Die beiden Dolmen von Abialzos liegen beim Ortsteil Abialzos von Berchidda in der Provinz Nord-Est Sardegna auf Sardinien, in der Nähe der Landkirchen Santa Caterina und Sant’Andrea.

## Santa Caterina
Santa Caterina ist ein einfacher Dolmen der von großen Granitfelsen umgeben ist. Die rechte Seite wird von zwei unregelmäßigen Felsbrocken gebildet. Der fünfeckige Deckstein ruht auf drei Tragsteinen.
Lage: 40° 47′ 49″ N, 9° 11′ 58″ O

## Sant’Andrea
Bei der Kirche St. Andrea liegt der Dolmen Sant’Andrea, eine verstürzte Anlage, bestehend aus drei Blöcken, einschließlich der rechteckigen Deckplatte. In der Nähe gibt es einige Menhire.
Lage: Sant’Andrea I 40° 47′ 38,6″ N, 9° 12′ 19,6″ O, Sant’Andrea II 40° 47′ 37″ N, 9° 12′ 18″ O
In  Abialzos, gibt es einen dritten Dolmen. Diesen Dolmen von Abialzos haben Edoardo Proverbio und Pino Calledda als Allée couvert definiert.
Bei Berchidda, in Richtung Lago Coghinas befindet sich der vollständig ausgegrabene Dolmen di Monte Acuto. Das Denkmal ist Teil einer archäologischen Zone an den Hängen des Berges, bestehend aus zahlreichen Abris und Spuren anderer Strukturen. 